# Robert Hood Saunders

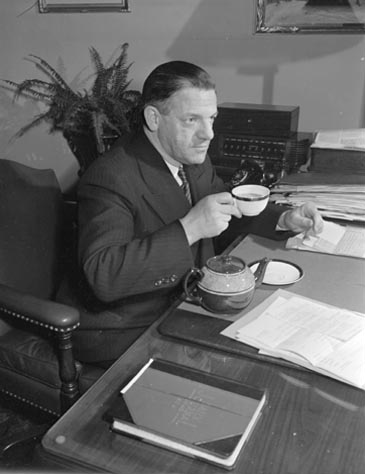
Robert Saunders

Robert Hood Saunders (* 30. Mai 1903 in Toronto, Ontario; † 16. Januar 1955) war Jurist, Präsident der Veranstaltung Canadian National Exhibition, Vorstandsvorsitzender der Gesellschaft Ontario Hydro und der 48. Bürgermeister Torontos. 
Robert Saunders galt während seiner Amtszeit von 1945 bis 1948 als Bürgermeister sehr bodenständig. Er war Vorkämpfer für die Torontoer U-Bahn und erkämpfte die Beseitigung von Slumsiedlungen. Im Jahr 1946 übernahm er aus Detroit die Idee eines Verkehrssicherheitsprogramm für Grundschulen. Daraus initiierte Saunders für Toronto das sogenannte Safety Elephant program.
Nach seiner Amtszeit als Bürgermeister wurde er im Februar 1948 Vorsitzender der staatlichen Elektrizitätsgesellschaft Ontario Hydro. Er entwickelte die Wasserkraftressourcen von Ontario, besonders jene entlang des Sankt-Lorenz-Seewegs. Saunders blieb bis zu seinem Tod am 14. Januar 1955 Vorsitzender der Gesellschaft. Er kam während eines Geschäftsfluges von Windsor nach London bei einem Flugzeugabsturz ums Leben. Er wurde im Friedhof Mount Pleasant in Toronto eingeäschert. 